# Алиса де Вержи
Алиса де Вержи (Аликс; 1182—1252) — герцогиня Бургундии в браке с Эдом III. Регент Бургундии при малолетнем сыне в 1218—1228 годах.

## Жизнь
Алиса была дочерью Гуго де Вержи и Жилетт де Тренел.
Помолвка Алисы с Эдом III, герцогом Бургундии, была заключена в 1196 году как часть мирного договора между её отцом и Эдом. Брак состоялся в 1199 году. В качестве приданого ей были даны некоторые земли её отца, в то время как Эд предоставил её отцу неоспоримое право собственности на свою землю. После смерти Эда III в 1218 году его наследником стал сын Алисы Гуго IV. Поскольку Гуго V было всего пять лет, Алиса стала регентом Бургундии до его совершеннолетия с титулом Ducissa mater ducis Bourgogne.
Как регент, Алиса стремилась обеспечить наследство своему сыну, и получала клятву верности вассалов от его имени. В 1225 году ей удалось предотвратить конфликт с дофином Франции. Она приобрела Бон и Шалон. В 1227 году подписала союз с Шампанью против Невера.
В 1228 году её сын был объявлен совершеннолетним, и Алиса оставила пост регента, покинула двор и удалилась в свои земли. В 1231 году она действовала как представитель своего сына в разрешении конфликта между виконтом Дижона и аббатством Сито. Она провела остаток жизни, занимаясь облагодетельствованием религиозных общин.

## Дети
У Алисы и Эда было как минимум четверо детей:
- Жанна (1200—1223); муж: Рауль II де Лузиньян (ум. 1250), граф д’Э
- Алиса (1204—1266); муж: Роберт I (ум. 1262), граф де Клермон и дофин Оверни
- Гуго (Юг) IV (1213—1272), герцог Бургундии с 1218
- Беатрис (1216—?); муж: Гумберт III де Туар (ум. 1279), сеньор де Туар и де Виллар-ан-Брезе